# تاريخ نظرية الجاذبية

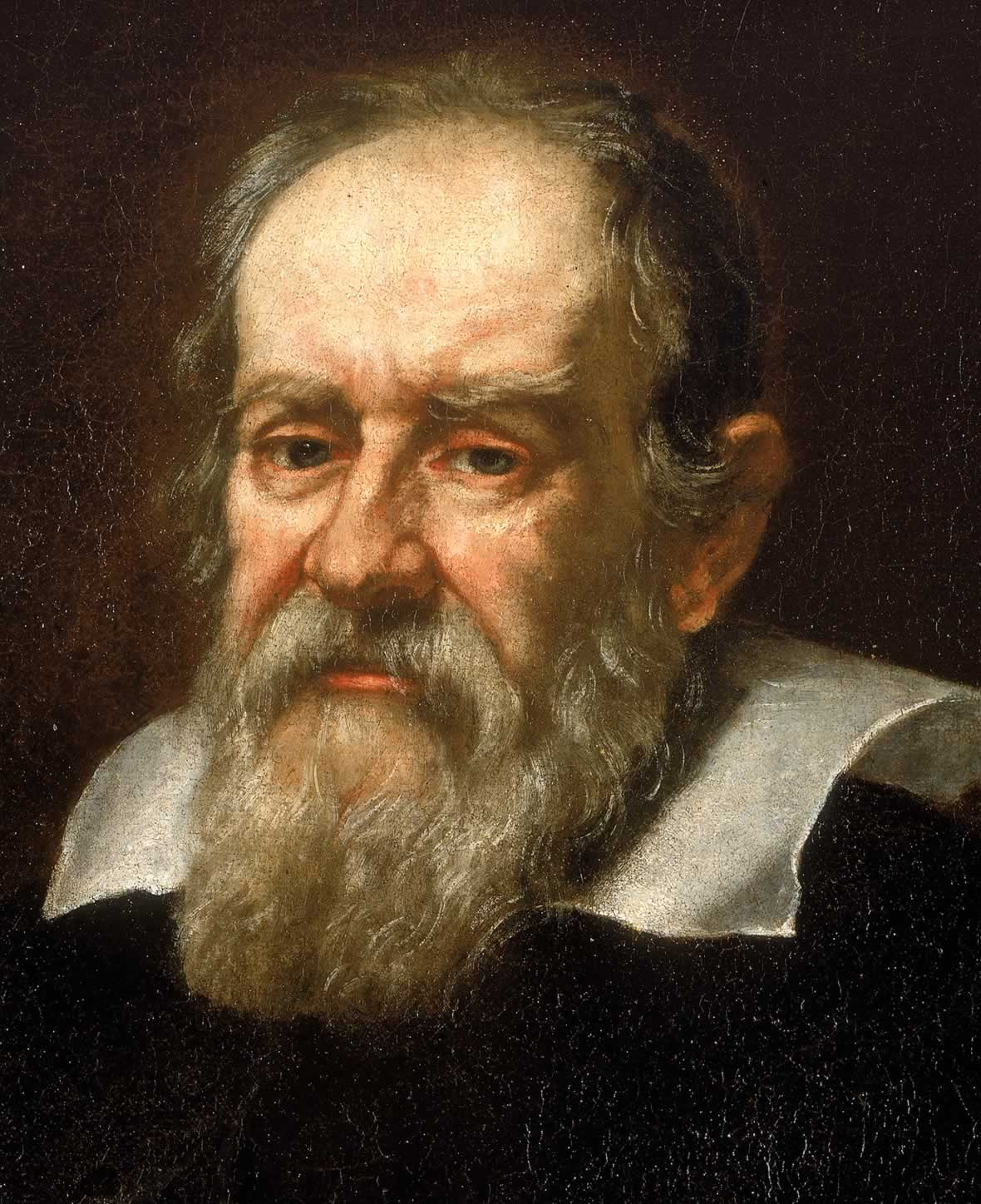
غاليليو غاليلي

نظرية الجاذبية هي نظرية تفسر الجاذبية في الفيزياء بوجود آلية تحكم حركة الأجسام ذات الكتل؛ وقد وُضِعت عدة نظريات لتفسير قوة الجاذبية منذ العصور القديمة. أقدم المصادر المتبقية التي ناقشت هذه النظريات وُجِدت في الفلسفة الإغريقية القديمة. ثم زاد عليها علماء الهند القديمة، و علماء المسلمين. كانت هذه خُطى مهمة أثناء عصر النهضة، والثورة العلمية، حيث ساعدت في تكوين قانون الجذب العام لنيوتن قبل أن تحل محله نظرية النسبية لألبرت آينشتاين في بدايات القرن العشرين.

## العصور القديمة

### اليونان
اعتقد الفيلسوف اليوناني أرسطو في القرن الرابع قبل الميلاد، بِعَدَم وجود أي تأثير أو حركة  دون مسبب ، إذ كان الموضع الطبيعي لعنصر الأرض (في نموذجه للكون الذي افترض أن الأرض هي مركز الكون) هو باطن الأرض، يغلفها كرة من عنصر الماء، وهو الموضع الطبيعي للماء، فوقهما يوجد عنصر الهواء ثم النار. لذا لا تُعتبر الأجسام الثقيلة في نظام أرسطو منجذبة للأرض بواسطة قوى جاذبية خارجية، وإنما تتجه نحو موضعها الطبيعي بسبب جاذبية (gravitas) أو ثقلَّين داخلِّيَين.
بينما فهم المهندس المعماري الروماني فيتروفيو في القرن الأول قبل الميلاد أن الجاذبية غير معتمدة على ثقل المادة، وإنما على طبيعتها، فناقش بأنه إذا سُكب الزئبق داخل وعاء، ووُضِعت فوقه حَجرة وزنها 100 باوند، سوف تطفو الحجرة على السطح، ولن تتمكن من ضغط السائل، ولا اختراقه، ولا فصله، أما إذا أُزيل ذاك الوزن ووُضع سكروبل (حوالي 1.3 غ أو 20 قمحة) من الذهب بدلاً منه، فإنه لن يطفو على السطح، وإنما سيغرق للقعر من تلقاء نفسه، وبالتالي لا يمكن إنكار أن جاذبية المادة لا تعتمد على مقدار وزنها، وإنما على طبيعتها.

### الهند
عرَّف آريابهاتا هذه القوى بدايةً حتى يفسِّر لِما لا تسقط الأجسام أثناء دوران الأرض، وطوَّر نظاماً شمسياً أرضيّ المركزية للجاذبية، مع نموذج إهليجي غريب للكواكب، تدور فيه حول محاورها وتتبع مدارات إهليجية، ويدور كل من الشمس، والقمر حول الأرض وفق فلك التدوير، بينما وصف عالم الفلك والرياضيات الهندي براهماغوبتا الجاذبية كقوة جاذبة، واستخدم مصطلح (gurutvākarṣaṇ) ليعبّر عنها.
وقد اقتبس كل من الهمداني والبيروني من براهماغوبتا قوله:

## العصر الحديث
اكتشف غاليليو في القرن السابع عشر ما يعاكس تعاليم أرسطو، وهو أن جميع الأشياء تميل للتسارع بالتساوي عند السقوط، وقد أكد كل من جريمالدي وريتشيولي على علاقة المسافة التي يقطعها الشيء أثناء السقوط الحر إلى مربع الزمن المُستغرق، وذلك بين عامي 1640 و1650، كما أجريا حساباً لثابت الجاذبية بتسجيل اهتزازات رقّاص ساعة.
وفي أواخر القرن السابع عشر، كنتيجة لاقتراح روبيرت هوك بوجود قوة جاذبية تعتمد على التربيع العكسي للمسافة، تمكّن إسحاق نيوتن من الاشتقاق الرياضي لقوانين كيبلر الحركية المجردة عن حركة الكواكب، بما يتضمن المدارات الإهليجية للكواكب الستة المعروفة آنذاك والقمر.
فكانت معادلة نيوتن الأصلية على الشكل:
{\displaystyle {\rm {Force\,of\,gravity}}\propto {\frac {\rm {mass\,of\,object\,1\,\times \,mass\,of\,object\,2}}{\rm {distance\,from\,centers^{2}}}}}
ويعني الرمز ∝: تتناسب مع. وتطلّب تساوي طرفي هذه المعادلة وجود عامل أو ثابت ضرب يُعطي قوّة الجاذبية الصحيحة مهما كانت قيمة الكتل أو المسافة بينهم، فكان هينري كافينديش أول من قاس ثابت الجاذبية هذا عام 1797.
وفي عام 1907، اكتشف ألبيرت آينشتاين، فيما وصفه كـ«أسعد فكرة في حياته»، أن المشاهد الذي يسقط من سطح منزل لا يتعرض لأي حقل جاذبي، بمعنى آخر، تكافئ قوة الجاذبية في هذه الحالة التسارع تماماً، وتطورت هذه الفكرة، والتي سُمّيت في البداية مبدأ التكافؤ، رسمياً بين عامي 1911 و1915 لتصبح نظرية آينشتاين في النسبية العامة.

### نظرية نيوتن في الجاذبية
في عام 1687، نشر عالم الرياضيات الإنجليزي السير إسحاق نيوتن الأصول الرياضية للفلسفة الطبيعية(Principia)، والتي افترضت قانون التربيع العكسي لقوة الجاذبية الكونية، وقد حظيت نظرية نيوتن بنجاحها الأعظم عندما استُخدمت لتوقّع وجود كوكب نبتون بناءً على تحركات كوكب أورانوس، ما لم يمكن تفسيره بسلوكيات الكواكب الأخرى، إذ توقعت حسابات كل من جون كوتش آدامز وأوربان لوفيرييه الموقع العام لذاك الكوكب، فأرسل لوفيرييه ذلك ليوهان غوتفريد غال، طالباً منه تأكيد صحة ما وجده، وفي نفس الليلة رصد غال نبتون بالقرب من الموقع الذي توقعه لوفيرييه.
وبعد سنوات لاحقة، عجزت نظرية نيوتن عن تفسير الشذوذ في مسار عطارد ، فبحلول نهايات القرن التاسع عشر، كان من المعلوم أنه لا يمكن تفسير مدار عطارد بشكل كامل بجاذبية نيوتن، ولم تثمر أية من عمليات البحث عن جسم آخر مسبب للاضطراب (مثل كوكب يدور حول الشمس على مسافة أقرب من عطارد)، لكن ألبيرت أينشتاين حل هذه المعضلة عام 1915 بنظريته حول النسبية العامة.
طوَّر بول ديراك فرضية تشير إلى أن قوة الجاذبية ينبغي أن تكون قد تناقصت ببطء ومعدل ثابت طوال تاريخ الكون.
وعلى الرغم من استبدال نظرية نيوتن، ما زالت معظم حسابات قوة الجاذبية الحديثة غير النسبوية تستخدمها؛ لأنها أسهل تعاملاً وصحيحة بما يكفي لمعظم التطبيقات.

### التفسيرات الميكانيكية للجاذبية
تُعتبر النظريات أو التفسيرات الميكانيكية لقوة الجاذبية محاولات لشرح قانون الجاذبية بالاستعانة بعمليات ميكانيكية أساسية، مثل الدفع، ودون استخدام أي تأثير غير ملامس، وتطورت هذه النظريات منذ القرن السادس عشر وحتى القرن التاسع عشر بالترابط مع نظريات الأثير.
استخدم رينيه ديكارت (1644) وكريستيان هوغنس (1690) الدوامات لتفسير قوة الجاذبية، وافترض روبيرت هوك (1671) وجيمس شاليس (1869) أن كل جسم يُصدر أمواجاً تؤدي لجذب الأجسام الأخرى، واقترح نيقولا فاشيو دي دوييه (1690) وجورج لويس لو سيج (1748) نموذجاً كريوياً، باستخدام آلية تصوير أو تظليل ما.
ثم أنشأ هيندريك لورينتز نموذجاً مشابهاً لاحقاً، باستخدام الإشعاعات الكهرومغناطيسية عوضاً عن الكريات، من جهة أخرى ناقش إسحاق نيوتن (1675) وبيرنارد ريمان (1853) أن تيارات الأثير تحمل جميع الأجسام لبعضها البعض، كما اقترح نيوتن (1717) وليونهارت أويلر (1760) نموذجاً يفقد فيه الأثير كثافة بالقرب من الكتل، ما يؤدي لقوة إجمالية موجّهة نحو الأجسام، بالمقابل اقترح اللورد كيلفن (1871) أن جميع الأجسام تتذبذب، وهو ما قد يفسّر قوة الجاذبية والشحنات الكهربائية.
ولكن جميع تلك النماذج قد دُحضت لأن معظمها يؤدي لمقدار غير مقبول من المقاومة غير المرئية، بينما تنتهك أخرى قانون حفظ الطاقة ولا تتوافق مع الديناميكا الحرارية الحديثة.

### النسبية العامة
في النسبية العامة، تُعزى تأثيرات الجاذبية لانحناء الزمكان عوضاً عن قوة معينة، ويُعد مبدأ التكافؤ نقطة بداية النسبية العامة، وهو يساوي بين السقوط الحر والحركة العطالية، ويطرح مسألة تسارع الأجسام الساقطة بشكل حر فيما يتعلق ببعضها البعض، أما في الفيزياء النيوتونية لا يمكن ان يطرأ تسارع كهذا إلا إذا كان أحد الأجسام على الأقل خاضعاً لتأثير قوة ما (وبالتالي لا يتحرك بفعل عطالته وحسب).
ولتدارك هذه الصعوبة، اقترح آينشتاين أن الزمكان ينحني بمفعل المادة، وأن الأجسام الساقطة بشكل حر تتحرك على طول مسارات مستقيمة محلياً في زمكان منحنٍ (ويسمى هذا النوع من المسارات بالمسارات الجيوديسية)، وبشكل أكثر تحديداً، اكتشف آينشتاين وهيلبيرت معادلات المجال الخاصة بالنسبية العامة، والتي تربط وجود المادة بانحناء الزمكان، وسُميّت نسبةً لآينشتاين، وتتضمن معادلات آينشتاين للمجال هذه مجموعة من 10 معادلات متزامنة، وتفاضلية وغير خطية، وتكمن حلولها في محتويات الموتر المتري للزمكان، والذي يصف هندسة الزمكان، وتُحسب المسارات الجيوديسية للزمكان منه.

### الجاذبية وميكانيكا الكم
بعد عدة عقود من اكتشاف النسبية العامة، تبيّن أنها لا يمكن أن تكون النظرية الكاملة عن الجاذبية، لأنها لا تتوافق مع ميكانيكا الكم،  وتم استيعاب إمكانية وصف الجاذبية في إطار نظرية الحقل الكمومي لاحقاً كما هي الحال للقوى الأساسية الأخرى، ففي هذا الإطار تنشأ القوة الجاذبة للجاذبية نتيجة تبادل جسيمات غرافتون افتراضية، بالطريقة ذاتها التي تنشأ فيها القوة الكهرومغناطيسية من تبادل فوتونات افتراضية، ويُنتج ذلك نسبية عامة ضمن الحد الكلاسيكي، ولكن في مستوى خطي فقط وبافتراض الشروط الملائمة لتطبيق نظرية إهرنفست، وهي ليست حالة دائمة، كما أن هذه المقاربة تفشل عند مسافات قصيرة من رتبة طول بلانك.
ومن الجدير بالذكر أن إشعاع الجاذبية في النسبية العامة، والذي يجب أن يتألف من جسيمات غرافيتون حسب قواعد ميكانيكا الكم، ينشأ فقط في الحالات التي يتذبذب فيها انحناء الزمكان، كما في حالة الأجسام المتشاركة في المدار، ويُعد إشعاع الجاذبية الذي يُصدره النظام الشمسي أصغر بكثير من أن يتيح قياسه.
ومع ذلك، شوهد إشعاع الجاذبية بشكل غير مباشر، كفقدان للطاقة عبر الزمن في الأنظمة المذبذبة الثنائية مثل ثنائي هالس-تايلور، ومباشرةً بواسطة مرصد ليغو لأمواج الجاذبية، الذي حقق رصده الأول (سُمّي GW150914) في الرابع عشر من سيمبتمر/أيلول عام 2015، ووافق التوقعات النظرية للإشارات الناتجة عن حركة حلزونية لثقبين أسودين نحو الداخل واندماجهما، ويُعتقد أن اندماج النجوم النيترونية (منذ رصدها عام 2017)، [18] وتشكّل الثقوب السوداء قد يُنشئان أيضاً كميات قابلة للكشف من إشعاعات الجاذبية.